# Liste der Nebenflüsse des Glans (Nahe)
Liste der Nebenflüsse des Glans
Glan, rechter Zufluss der Nahe unterhalb von Staudernheim mit 89,7 km Länge und einem Einzugsgebiet von 1222,0 km².

## Diagramm der Zuflüsse mit mehr als 10 km Länge
| Quelle                                                            |                     |  |         |         |
| Ohmbach                                                           | Ohmbach             |  | 16,6 km | 16,6 km |
| Mohrbach                                                          | Mohrbach            |  | 15,0 km | 15,0 km |
| Reichenbach                                                       | Reichenbach         |  | 16,1 km | 16,1 km |
| Kuselbach                                                         | Kuselbach           |  | 14,9 km | 14,9 km |
| Steinalp                                                          | Steinalp            |  | 13,1 km | 13,1 km |
| Talbach                                                           | Talbach             |  | 14,1 km | 14,1 km |
| Lauter (Waldlauter)                                               | Lauter (Waldlauter) |  | 39,4 km | 39,4 km |
| Odenbach                                                          | Odenbach            |  | 22,7 km | 22,7 km |
| Jeckenbach                                                        | Jeckenbach          |  | 20,4 km | 20,4 km |
| Mündung – dunkelblau: linke Zuflüsse, hellblau: rechte Zuflüsse – |                     |  |         |         |

## Tabelle mit den Zuflüssen des Glans
| Name          | GKZ     | Lage   | Länge in km | EZG in km² | Mündung                                            | Mündungshöhe in m ü. NHN |
| ------------- | ------- | ------ | ----------- | ---------- | -------------------------------------------------- | ------------------------ |
| Schwarzbach   | 2546-12 | rechts | 004,2000    | 0017,7000  | westsüdwestlich von Bruchmühlbach-Miesau-Vogelbach | 23200000                 |
| Kohlbach      | 2546-14 | links0 | 008,5000    | 0044,9000  | östlich von Bruchmühlbach-Miesau-Buchholz          | 22500000                 |
| Schwarzbach   | 2546-16 | rechts | 006,0000    | 0038,8000  | südlich von Hütschenhausen-Ziegelhütte             | 22200000                 |
| Ohmbach       | 2546-18 | links0 | 016,6000    | 0037,8000  |                                                    | 00000                    |
| Mohrbach      | 2546-2  | rechts | 015,0000    | 0100,1000  |                                                    | 00000                    |
| Henschbach    | 2546-32 | links0 | 006,3000    | 0017,2000  |                                                    | 00000                    |
| Reichenbach   | 2546-36 | rechts | 016,1000    | 0044,2000  |                                                    | 00000                    |
| Kuselbach     | 2546-38 | links0 | 014,9000    | 0079,6000  |                                                    | 00000                    |
| Steinalp      | 2546-4  | links0 | 013,1000    | 0090,6000  |                                                    | 00000                    |
| Horschbach    | 2546-52 | rechts | 005,0000    | 0012,9000  |                                                    | 00000                    |
| Kesselbach    | 2546-54 | links0 | 007,3000    | 0012,6000  |                                                    | 00000                    |
| Talbach       | 2546-56 | rechts | 014,1000    | 0034,2000  |                                                    | 00000                    |
| Grumbach      | 2546-58 | links0 | 007,6000    | 0017,8000  |                                                    | 00000                    |
| (Wald-)Lauter | 2546-6  | rechts | 039,4000    | 0275,8000  |                                                    | 00000                    |
| Sulzbach      | 2546-72 | rechts | 009,4000    | 0012,0000  |                                                    | 00000                    |
| Odenbach      | 2546-8  | rechts | 022,7000    | 0086,0000  |                                                    | 00000                    |
| Jeckenbach    | 2546-92 | links0 | 020,4000    | 0066,8000  |                                                    | 00000                    |
| Reiffelbach   | 2546-94 | rechts | 008,6000    | 0022,7000  |                                                    | 00000                    |

Anmerkungen zur Tabelle
1. ↑  Gewässerkennzahl, in Deutschland die amtliche Fließgewässerkennziffer mit zur besseren Lesbarkeit eingefügtem Trenner hinter dem Präfix, das einheitlich für den allen gemeinsamen Vorfluter steht.
2. ↑  Auch Steinbach genannt

## Nebengewässer des Glans

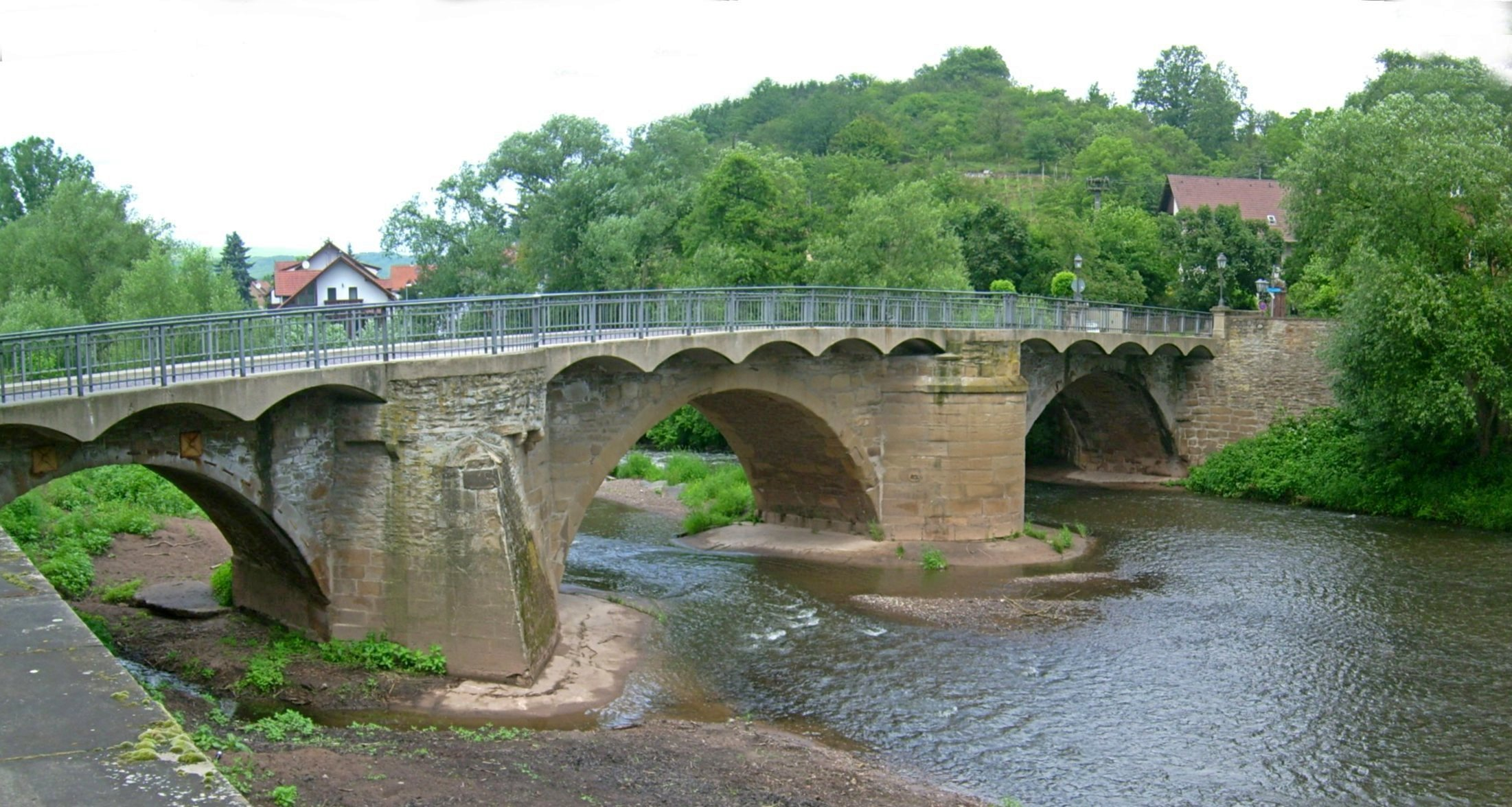
Der Glan in Meisenheim

- Pfaffenwaldbach (links), 0,1 km, bei Höchen, 415 m ü. NHN
- Großer Pfaffenwaldbach (rechts), 0,2 km, bei Höchen
- Glan (rechts), 1,0 km, östlich von Höchen
- Brandsgraben (links), 0,7 km und 1,7 km², östlich von Höchen, 289 m
- Mörschbach (links), 2,5 km und 2,4 km², westlich von Waldmohr, 266 m
- Eschelbach (Bach von der Waldziegelhütte) (links), 1,1 km und 0,7 km², in Waldmohr, 261 m
- Schwarzbach (rechts), 4,2 km und 17,7 km², westsüdwestlich von Bruchmühlbach-Miesau-Vogelbach, 232 m
- Vogelbach (links), 1,1 km und 0,6 km², nordwestlich von Vogelbach, 229 m
- Bach am Autobahnkreuz, 0,9 km und 0,2 km², südöstlich von Bruchmühlbach-Miesau-Buchholz, 225 m
- Kohlbach (links), 8,5 km und 44,9 km², östlich von Bruchmühlbach-Miesau-Buchholz, 225 m
- Frohnbach (rechts), 3,8 km und 3,0 km², nordwestlich  von Bruchmühlbach-Bruchwiesenhof, 225 m
- Mühlbach (rechts), 4,8 km und 8,4 km², nordnordwestlich von Bruchmühlbach-Bruchwiesenhof, 225 m
- Bruchgraben (links), 1,1 km und 0,2 km², östlich von Miesau, 224 m
- Lettengraben (links), 2,2 km und 1,6 km², ostnordöstlich von Miesau, 224 m
- Schwarzbach (rechts), 6,0 km und 38,8 km², südlich von Hütschenhausen-Ziegelhütte, 222 m
- Schanzergraben (links), 0,3 km, an der Schanzermühle von Bruchmühlbach-Bruchwiesenhof, 222 m
- Simsental Graben (rechts), 0,7 km und 0,7 km²
- Bruchgraben (rechts), 1,2 km und 0,7 km², bei Hütschenhausen-Elschbacherhof, 221 m
- Elschbach (links), 0,6 km und 0,4 km²
- Ohmbach (links), 16,6 km und 37,8 km²
- Kühnerbach (links), 2,5 km und 3,0 km²
- Kinderbach (links), 3,4 km und 3,7 km²
- Litzelbach (links), 1,5 km und 0,7 km²
- Maulschbach (rechts), 3,1 km und 5,0 km²
- Nanzweiler Bach (links), 2,5 km und 1,7 km²
- Mittelbach (links), 1,1 km, 1,0 km²
- Etzenbach (rechts), 1,1 km und 0,6 km²
- Mohrbach (rechts), 15,0 km und 100,1 km²
- Säckeltal Bach (rechts), 1,0 km und 0,6 km²
- Eichenbach (links), 1,5 km und 1,4 km²
- Henschbach (Steinbach) (links), 6,3 km und 17,2 km²
- Dorfbach (rechts), 2,0 km und 1,7 km²
- Eisenbach (links), 5,0 km und 6,8 km²
- Straubenbach (rechts), 2,2 km und 2,3 km²
- Gimsbach (rechts), 3,7 km und 5,3 km²
- Mühlgraben (rechts), 0,7 km und 0,3 km²
- Reckenbach (rechts), 0,9 km und 0,8 km²
- Pittelsgraben (links), 1,3 km und 0,8 km²
- Rödelsbach (links), 1,8 km und 4,4 km²
- Mutterbach (rechts), 1,6 km und 1,7 km²
- Wolfsbach (rechts), 0,2 km
- Mühlbach (rechts), 1,1 km und 1,3 km²
- Reichenbach (rechts), 16,1 km und 44,2 km²

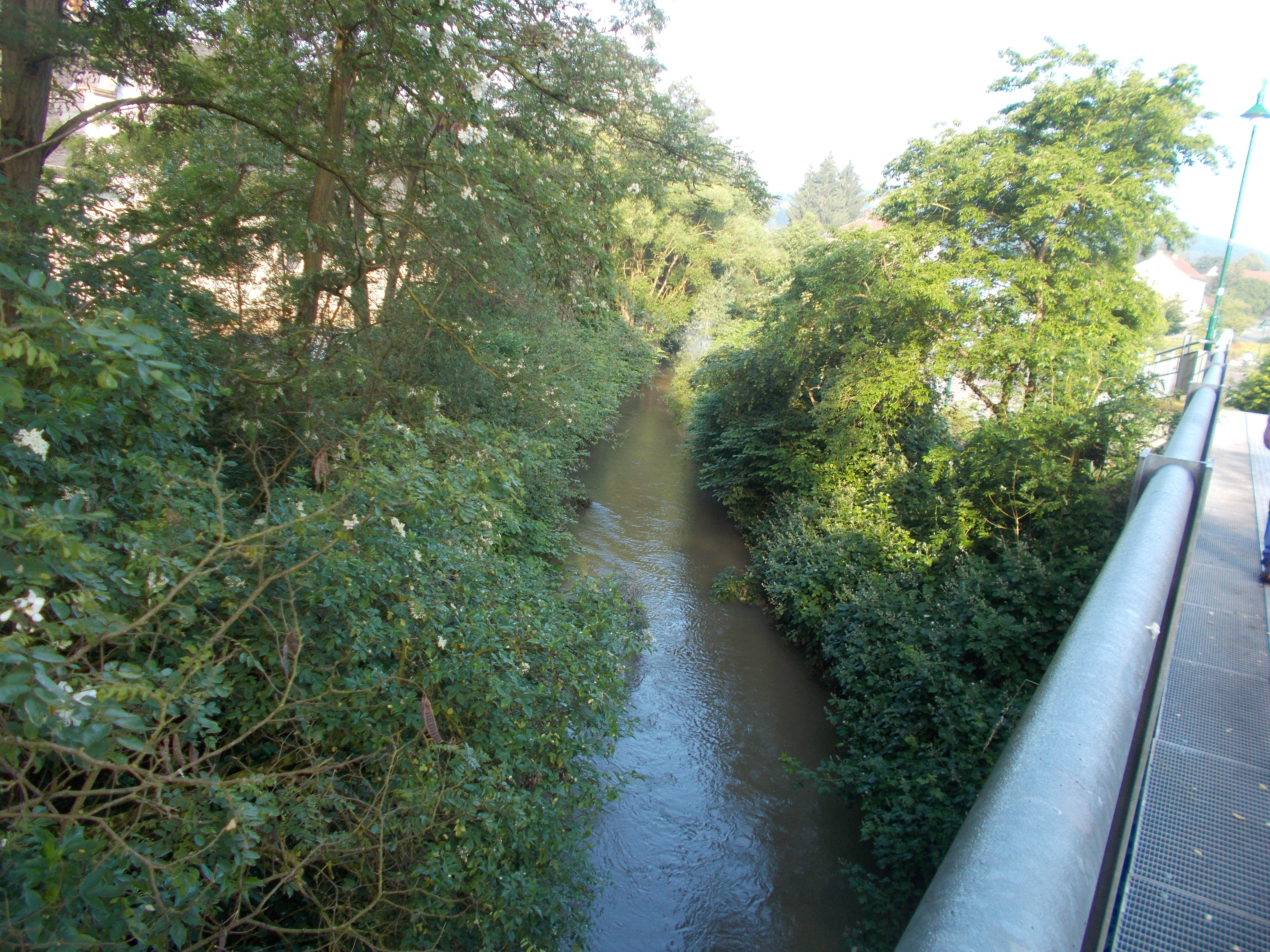
Der Kuselbach

- Kuselbach (links), 14,9 km und 79,6 km²
- Patersbach (links), 2,1 km und 1,8 km²
- Sulzbach (rechts), 2,4 km und 3,3 km²
- Gölschbach (links), 1,9 km und 3,1 km²
- Kimmeling (links), 0,6 km und 0,4 km²
- Pelschbach (rechts), 2,5 km und 1,7 km²
- Felschbach (links), 1,4 km und 0,7 km²
- Steinalp (links), 13,1 km und 90,6 km²
- Wahrbach (links), 1,7 km und 1,2 km²
- Grundbach (rechts), 2,6 km und 4,5 km²
- Horschbach (rechts), 5,0 km und 12,9 km²
- Kesselbach (links), 7,3 km und 12,6 km²

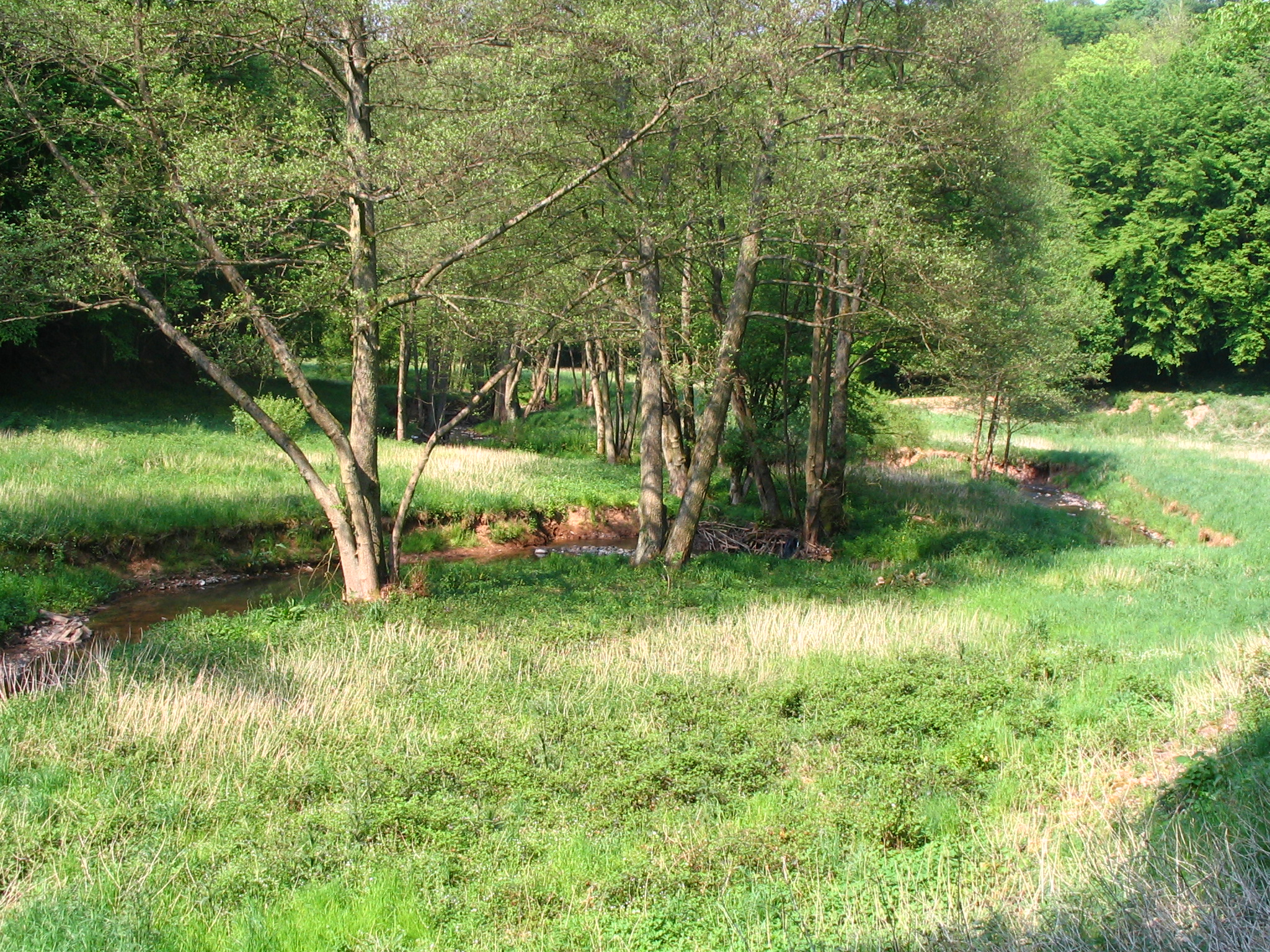
Der Talbach

- Talbach (rechts), 14,1 km und 34,2 km²
- Gölschbach (links), 1,2 km und 1,1 km²
- Aschbach (rechts), 5,3 km und 5,9 km²
- Laschbach (links), 1,5 km und 1,0 km²
- Schweinsgraben (links), 7,6 km und 17,8 km²
- Lauter oder Waldlauter (rechts), 39,4 km und 275,8 km²
- Inghellsbach (links), 0,9 km und 1,8 km²
- Sulzbach (rechts), 9,4 km und 12,0 km²
- Spiesbach (links), 1,6 km und 1,7 km²
- Lückenwieschen (rechts), 0,7 km und 0,4 km²
- Odenbach (rechts), 22,7 km und 86,0 km²
- Höhwiesergraben (links), 0,6 km und 0,3 km²
- Trautengraben (links), 0,2 km
- Inselteichgraben (rechts), 0,4 km und 0,2 km²
- Jeckenbach (links), 20,4 km und 66,8 km²
- Reiffelbach (rechts), 8,6 km und 22,7 km²
- Heimbach (links), 2,1 km und 1,5 km²
- Raumbach (links), 3,9 km und 6,1 km²
- Eschbach (links), 0,8 km und 0,5 km²
- Weinwiesenbach (rechts), 3,3 km und 3,8 km²
- Seiffelsbach (rechts), 3,2 km und 4,8 km²
- Heimelbach (rechts), 5,7 km und 8,5 km²